# Circondario di Lugo
Il circondario di Lugo era uno dei circondari in cui era suddivisa la provincia di Ravenna.

## Storia
Il circondario di Lugo, parte della provincia di Ravenna, venne istituito nel 1859, in seguito ad un decreto dittatoriale di Carlo Farini che ridisegnava la suddivisione amministrativa dell'Emilia in previsione dell'annessione al Regno di Sardegna.
Il circondario venne soppresso nel 1926 e il territorio assegnato al circondario di Ravenna.

## Geografia antropica

### Suddivisioni amministrative
Nel 1863, la composizione del circondario era la seguente:
- mandamento I di Lugo:
  - Lugo; Cotignola; Fusignano
- mandamento II di Bagnacavallo;
- mandamento III di Massa Lombarda:
  - Massa Lombarda; Conselice; Sant'Agata sul Santerno.